# اچ‌ام‌اس دایدالوس دوم
اچ‌ام‌اس دایدالوس دوم (به انگلیسی: HMS Daedalus II) یک کشتی است.